# 上阿茹瓦
上阿茹瓦（法語：Haute-Ajoie，法語發音：[ot aʒwa]）是瑞士汝拉州的一个市镇，位於該國西北部，面積36.46平方公里，五成半土地是農業用地，海拔高度491米，2011年人口997，人口密度每平方公里27人。2018年，市镇羅庫爾并入上阿茹瓦。